# Marianne Kleiner-Schläpfer
Marianne Kleiner-Schläpfer nota anche come Marianne Kleiner o Marianne Schläpfer (Gossau, 29 maggio 1947) è una psicologa e politica svizzera.

## Biografia
Figlia di Ernst Schläpfer, direttore delle vendite della fabbrica di conserve di San Gallo, e di Hedi nata Schläpfer, casalinga. Dopo il trasferimento della famiglia a Herisau, vi ha frequentato le scuole elementare e secondaria e ha poi ottenuto la maturità di tipo economico a San Gallo. Nel 1966 ha sposato Peter Kleiner, unico redattore dell'Appenzeller Tagblatt e più tardi direttore della Zollikofer AG, con cui ha avuto due figli. Marianne Kleiner-Schläpfer ha studiato psicologia all'Università di Zurigo dal 1976 al 1979 e ha poi seguito una formazione in psicoterapia centrata sul cliente a Zurigo, ottenendo la certificazione nel 1984. Dal 1979 al 1994 ha lavorato come docente e responsabile di progetto presso il Management-Zentrum dell'Università di San Gallo.

### Carriera politica
Entrata nel Partito Radicale Democratico (PRD) nel 1994, lo stesso anno è stata eletta, senza esperienza politica, nel Consiglio di Stato di Appenzello Esterno, insieme ad Alice Scherrer-Baumann. Fino al 2003 ha diretto il Dipartimento delle finanze, prima donna in Svizzera alla testa delle finanze di un cantone. Con il futuro Consigliere federale Hans-Rudolf Merz nel 1996 ha portato avanti la vendita della Banca cantonale all'Unione di banche svizzere. Ha inoltre messo in atto una rigida strategia di abbassamento delle imposte cantonali e adottato incisive misure di risanamento, grazie alle quali è riuscita a correggere in tempi relativamente brevi la situazione negativa delle finanze cantonali. Dal 1997 al 2000 ha ricoperto come prima donna la carica di Landamana. Vicepresidentessa del PRD svizzero (1998-2006), nel 2003 è stata eletta in Consiglio nazionale, di cui ha fatto parte fino alle sue dimissioni nel 2011, in particolare come membra della Delegazione delle finanze e della Commissione delle finanze.
La doppia elezione di Marianne Kleiner-Schläpfer e Alice Scherrer-Baumann in Consiglio di Stato del 1994 è avvenuta cinque anni dopo l'introduzione – tardiva rispetto agli altri cantoni – del suffragio femminile in Appenzello Esterno. Dopo Berna, sul piano federale Appenzello Esterno è stato tuttavia il secondo cantone, il primo della Svizzera orientale, ad annoverare due donne in un esecutivo cantonale.

### Impegno nell'associazionismo
Marianne Kleiner-Schläpfer è stata attiva in vari consigli di fondazione, associazioni e istituzioni sociali e benefiche. Membra dal 1998 al 2012 del comitato direttivo dell'Institut für Tourismus und Verkehrswirtschaft (dal 2011 Institut für Systemisches Management und Public Governance) dell'Università di San Gallo, nel 1999 è stata ammessa come prima donna nel Rotary Club di Appenzello. Si è inoltre impegnata nella fondazione Steinegg dal 1996, diventandone vicepresidentessa nel 2004, nella fondazione Carnegie dal 2001 al 2009, diventandone vicepresidentessa nel 2006, nell'Associazione famiglie diurne di Appenzello Esterno dal 2011, nella sezione cantonale del Soccorso svizzero d'inverno, diventandone presidentessa dal 2011, dal 2012 nelle fondazioni Accentus e Symphasis, nell'associazione Ostschweizer helfen Ostschweizern, diventandone dal 2012 presidentessa del comitato e nell'Appenzellischer Hilfsverein für Psychischkranke, prima come presidentessa dal 2014 al 2106, poi come vicepresidentessa a partire dal 2016.